# Rianos z Krety
Rianos z Krety, gr. Ῥιανὸς (276 p.n.e.–195 p.n.e.) – grecki poeta epicki i gramatyk.
Pochodził z Bene lub Kerai na Krecie. Według Księgi Suda był niewolnikiem, dozorcą w palestrze. Był autorem zachowanych fragmentarycznie eposów historycznych: Messeniaka w 6 księgach, Achaika w 4 księgach, Thessalika w 16 księgach, Eliaka w 3 księgach i Herakleja w 14 księgach. W utworach tych, oprócz materiału historycznego, wykorzystał także materiał mitograficzny i geograficzny, naśladował styl Homera i poetów epickich. Treść eposu Messeniaka, opisującego dzieje II wojny meseńskiej, znana jest z dzieła Pauzaniasza, który wykorzystał go jako źródło swoich informacji. 
Rianos opracował nowe wydania krytyczne Iliady i Odysei, z których znanych jest 45 lekcji przytaczanych przez scholiastów. Zachowało się także 10 epigramów jego autorstwa, mających charakter erotyczny.